# Claymore (manga)
Claymore (クレイモア?, Kureimoa) è un manga dark fantasy scritto e disegnato da Norihiro Yagi. L'opera è serializzata sul mensile Jump Square della Shūeisha. I singoli capitoli sono poi raccolti in volumi formato tankōbon e il primo albo è stato pubblicato il 5 gennaio 2002. Il manga è terminato a ottobre 2014, per un totale di ventisette volumi. Un adattamento in italiano è pubblicato da Star Comics a partire dal 9 giugno 2005.
La versione anime prodotta da Madhouse, è stata trasmessa a partire dal 3 aprile 2007 sul canale televisivo giapponese Nippon Television fino al 25 settembre 2007. I diritti per l'edizione italiana sono stati acquistati da Yamato Video, e venne mandata in onda sul canale Man-Ga di SKY a partire dal 14 novembre 2011. Fino all'episodio 12 la serie è stata trasmessa con due puntate a settimana il lunedì, mentre dal 9 gennaio 2012 gli episodi sono stati trasmessi ogni giorno dal lunedì al venerdì alle 22.20.
La storia di Claymore è ambientata in un mondo immaginario di tipo medievale, in cui esistono dei mostri chiamati yoma, divoratori di esseri umani e capaci di assumerne l'aspetto. Contro questa minaccia, una misteriosa organizzazione senza nome spedisce delle guerriere chiamate Claymore, capaci di sentire la presenza degli yoma attraverso lo yoki ("forza diabolica" nell'edizione italiana) e di affrontarli in battaglia. Il manga narra la storia di Claire e di altre di queste guerriere.

## Ambientazione
L'ambientazione di Claymore è un mondo di fantasia con vari riferimenti all'Europa medioevale; politicamente, sembra essere diviso in un grande numero di città-stato separate tra loro, dove gli umani coesistono con dei mostri chiamati yoma. Questi strani esseri si cibano di esseri umani e hanno la capacità di alterare la propria forma per nascondersi all'interno della società, in attesa del momento giusto per nutrirsi; il modo più facile per mimetizzarsi è prendere le sembianze di un umano recentemente divorato, di cui con la carne lo yoma acquisisce anche i ricordi. Una società segreta ha creato allora un ordine di guerriere sovrumane con l'intenzione dichiarata di proteggere l'umanità dagli yoma; esse vengono chiamate dagli abitanti dei centri urbani Claymore, dal nome delle grandi spade a doppio taglio che esse utilizzano. Le città aggredite dagli yoma, o in cui si suppone possano esservene celati, assoldano le Claymore per debellarli.
L'Organizzazione crea le guerriere impiantando carne e sangue di yoma nei corpi umani, producendo in tal modo degli ibridi in grado di superare in forza e potenzialità gli stessi mostri, grazie anche all'addestramento intensivo ed alle notevoli doti intellettive. Le abilità basilari di una guerriera includono una rigenerazione rapida, una limitata capacità di trasformazione corporea, nonché la capacità di percepire altre guerriere e demoni presenti nelle vicinanze, una maggiore tempra fisica che non necessita di cibo anche per lunghi periodi, il non soffrire né il caldo né il freddo e il non invecchiare. Esse indossano tutte la stessa uniforme, che differisce unicamente nelle spille che sorreggono il mantello e nel simbolo personale, enormi spade, le Claymore, molto poco utilizzabili da parte degli umani per la loro eccessiva grandezza e pesantezza; fisicamente sono caratterizzate da splendenti occhi argentei, capelli chiari tra il biondo e l'argenteo e perciò sono anche chiamate "streghe dagli occhi d'argento". Esistono tuttavia Claymore caratterizzate da orecchie a punta, simili a quelle che si associano agli elfi, e ragazze dai capelli più scuri, particolare quest'ultimo generalmente malvisto dalle altre. Inoltre i poteri demoniaci insiti in ogni guerriera tendono ad incrementare con il tempo e l'utilizzo, finché la Claymore perde tutta la sua umanità e si trasforma essa stessa in uno yoma altamente intelligente, chiamato risvegliato.

## Trama
Claire è una ragazza, ex umana, ormai divenuta una guerriera Claymore (metà umana e metà demone), che si occupa della distruzione di demoni detti Yoma, per conto dell'organizzazione che di volta in volta le assegna gli incarichi; di solito ad assegnarle gli incarichi è un uomo di nome Louvre.
Viaggia solitaria di paese in paese al fine di uccidere gli Yoma che le vengono indicati, finché non incontra Raki, un ragazzo che salva da uno Yoma che ha ucciso tutta la sua famiglia. Raki si unisce a lei nel viaggio, supportandola e aiutandola a mantenere la propria umanità. Claire continuerà così il suo viaggio con Raki, continuando a combattere contro gli Yoma e i risvegliati, alla ricerca di Priscilla, una ex-Claymore ora risvegliata che ha ucciso la sua salvatrice Teresa (anch'ella una Claymore) anni prima e verso cui esige vendetta.

## Personaggi

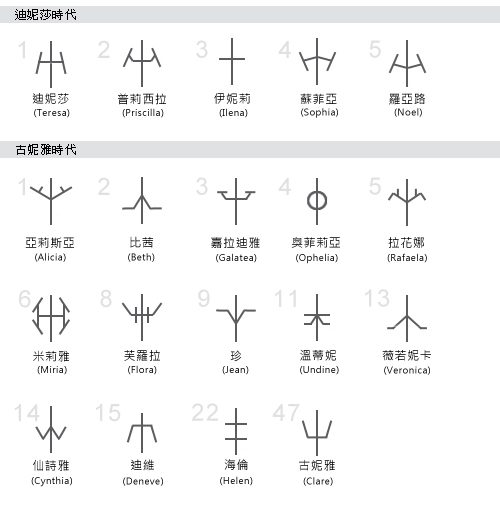
Simboli di riconoscimento delle principali guerriere Claymore

- Claire (クレア?, Kurea): è una ragazza che ha deciso di entrare volontariamente nell'organizzazione allo scopo di vendicarsi di Priscilla, una risvegliata che ha ucciso la sua salvatrice Teresa. Come tutte le Claymore, ha capelli biondi e occhi d'argento. È la numero 47 dell'organizzazione e viaggia con Raki, a cui è molto affezionata. Dopo lo scontro con Ophelia, ottiene il braccio destro di Irene e diventa capace di utilizzare la Spada fulminea, riuscendo in seguito ad imparare anche la tecniche Tagliavento di Flora; ha inoltre l'abilità di connettersi col potere diabolico di uno yoma o di una Claymore per controllarlo per un breve periodo.
- Raki (ラキ?): un ragazzo divenuto orfano dopo la morte dei genitori per mano di uno yoma, vive col fratello e con lo zio, anch'essi poi morti a causa di uno yoma. Verrà salvato da Claire da un attacco dello stesso yoma e, vedendo la dolcezza insita nella ragazza, si unirà a lei come cuoco ed iniziando un viaggio per il paese. Diventa un abile spadaccino e aiuta Claire a controllare la propria umanità.
- Priscilla (プリシラ?, Purishira): ex-numero 2 dell'organizzazione e aspirante numero 1, viene coinvolta nella cattura e uccisione di Teresa, la quale però riesce a batterla. Dopo la sconfitta, perde la ragione trasformandosi in una risvegliata e decapitando Teresa. In seguito si scontrerà con Easley e lo renderà un suo subordinato.
- Teresa (テレサ?): conosciuta anche come Teresa del Sorriso (微笑のテレサ?, Bishō no Teresa), era la numero 1 dell'organizzazione e capace di eliminare ogni avversario senza l'utilizzo della forza diabolica. Era una Claymore senza emozioni né sentimenti di sorta prima d'incontrare la giovane Claire. Per lei si troverà a violare una delle regole fondamentali dell'Organizzazione, cioè il divieto assoluto di uccidere esseri umani. Presa alla sprovvista, viene decapitata da Priscilla dopo il risveglio di quest'ultima.
- Miria (ミリア?, Miria): chiamata anche Miria del Miraggio (幻影のミリア?, Gen'ei no Miria) a causa della sua capacità di scatenare per un istante il suo potere diabolico per aumentare la sua velocità e lasciare un'immagine residua dietro di sé, è stata il numero 6 delle Claymore ed è una delle più capaci leader dell'organizzazione.

## Media

### Manga
Claymore è stato serializzato inizialmente sulla rivista Monthly Shōnen Jump nel giugno 2001 fino alla chiusura della rivista nel giugno 2007. Dopo essere stato pubblicato temporaneamente su Weekly Shōnen Jump nei nº31 e nº45 del 2007, la serie ha ripreso una pubblicazione mensile regolare sulla nuova rivista Jump SQ dal 2 novembre 2007 fino alla fine del manga arrivata nel nº11 del 2014 della rivista pubblicato il 4 ottobre, con un totale di 155 capitoli. I capitoli sono stati raccolti in 27 volumi tankōbon usciti tra il 5 gennaio 2002 ed il 4 dicembre 2014. Dalla serie è stato tratto anche un artbook intitolato Memorabilia e pubblicato il 2 luglio 2010.
In Nord America il manga è stato pubblicato da Viz Media tra l'11 aprile 2006 ed è tuttora in corso; l'edizione italiana è curata da Star Comics che ha pubblicato il manga sulla collana Point Break a partire dal 9 giugno 2005 fino al 10 giugno 2015. Il manga è stato inoltre tradotto in Francia e Spagna da Glénat, da Tokyopop in Germania, da Comix-ART in Russia e da Panini Comics in Brasile.

### Anime

Scena della sigla iniziale della serie televisiva anime; da sinistra: Miria del miraggio, Deneve ed Helen.

Andata in onda dal 3 aprile al 25 settembre 2007 sul canale NTN di Nippon Television, la serie animata di 26 episodi è stata prodotta da Madhouse sotto la direzione di Hiroyuki Tanaka. La serie ha avuto una sigla d'apertura, Raison D'être, interpretata dai Nightmare e una sigla di chiusura intitolata Danzai no Hana ~Guilty Sky~ interpretata da Riyu Kosaka. La serie è una trasposizione fedele della controparte cartacea, adattando i primi undici volumi nei primi 20 episodi, creando poi un finale originale. In Giappone, gli episodi sono stati raccolti in 9 DVD e pubblicati tra il 25 luglio 2007 ed il 26 marzo 2008, mentre gli stessi DVD sono stati raccolti in 5 cofanetti in una edizione limitata venduta nello stesso periodo.
Yamato Video ha comprato i diritti per la serie in Italia nel 2009, serie andata poi in onda dal 14 novembre 2011 sul canale Man-ga. Yamato Video ha in seguito messo in vendita 3 cofanetti da 2 DVD ciascuno contenenti i 26 episodi della serie pubblicati rispettivamente a gennaio, febbraio e aprile 2012. Negli Stati Uniti, la serie è andata in onda sul canale FUNimation mentre gli episodi sono stati raccolti in 6 DVD venduti tra il 14 ottobre 2008 ed il 14 luglio 2009; sono stati in seguito venduti in un unico box nel 2009 e nel 2011, mentre una edizione completa in blu-ray è stata venduta nel 2010.

## Doppiaggio
| Personaggio | Doppiatore originale | Doppiatore italiano    |
| ----------- | -------------------- | ---------------------- |
| Claire      | Houko Kuwashima      | Renata Bertolas        |
| Raki        | Motoki Takagi        | Andrea Oldani          |
| Louvre      | Hiroaki Hirata       | Gianluca Iacono        |
| Noel        | Junko Takeuchi       | Gea Riva               |
| Riccardo    | Hiro Yūki            | Simone D'Andrea        |
| Riful       | Nana Mizuki          | Loredana Foresta       |
| Flora       | Miyu Matsuki         | Ludovica De Caro       |
| Vincent     | Masaaki Yajima       | Aldo Stella            |
| Teresa      | Romi Park            | Dania Cericola         |
| Ofelia      | Emi Shinohara        | Jenny De Cesarei       |
| Duff        | Kenji Hamada         | Pietro Ubaldi          |
| Jean        | Kotono Mitsuishi     | Benedetta Ponticelli   |
| Veronica    | Akeno Watanabe       | Loretta Di Pisa        |
| Gark        | Kazuma Horie         | Lorenzo Scattorin      |
| Galatea     | Ai Orikasa           | Debora Magnaghi        |
| Deneve      | Hana Takeda          | Tania De Domenico      |
| Easley      | Kōji Yusa            | Davide Albano          |
| Helen       | Miki Nagasawa        | Alessandra Karpoff     |
| Miria       | Kikuko Inoue         | Lorella De Luca        |
| Hilda       | Komina Matsushita    | Beatrice Caggiula      |
| Irene       | Minami Takayama      | Marina Thovez          |
| Priscilla   | Aya Hisakawa         | Jolanda Granato        |
| Sophia      | Megumi Toyoguchi     | Elisabetta Spinelli    |
| Undine      | Rie Ishizuka         | Cristina Giolitti      |
| Syd         | Hiroyuki Yoshino     | Gabriele Marchingiglio |
| Rig         | Tomokazu Seki        | Federico Zanandrea     |
| Zaki        | Akira Ishida         | Paolo De Santis        |

## Accoglienza
Il manga ha avuto una tiratura, a dicembre 2013, di 7.800.000 copie con i primi 25 volumi mentre gli ultimi tre volumi hanno venduto rispettivamente, dopo due settimane di vendita, 162.459, 159.665 e 170.936 copie. Anche negli Stati Uniti la serie ha avuto un buon riscontro, con i volumi dal 17 al 19 che si sono piazzati alle posizioni 6, 10 e 4 nella classifica dei manga più venduti nella settimana di pubblicazione. La serie animata è stata ritenuta la 36ª serie animata più splatter in un sondaggio di Biglobe.
Il primo volume del manga viene descritto come parzialmente innovativo e con una certa novità nello sviluppo della storia, nonostante ricada in alcuni cliché tipici dei manga shōnen, risultando però ripetitivo fino al quinto volume dopo il quale la scelta narrativa diventa meno scontata. Il lato artistico è stato criticato a causa della poca distinguibilità delle protagoniste e della troppa confusione nei disegni di combattimenti, spesso troppo simili tra loro, nonostante migliori costantemente di volume in volume; è stato però elogiato il tratto realistico delle protagoniste preferito alle forme sensuali solitamente presenti negli shōnen.
La serie animata è stata lodata per il buon character design e per le buone animazioni capaci di rendere uniche le figure di yoma e risvegliati, oltre ad una trama fedele al fumetto. Il difetto riguardante la troppa confusione durante gli scontri è meno presente nella serie animata grazie all'aiuto dei colori. Il doppiaggio americano è stato ritenuto gradevole con l'unica eccezione di Todd Haberkorn, doppiatore di Raki, ritenuto odioso, mentre sono ritenute degne di nota le musiche.
Il 28 maggio 2009 uscì per Nintendo DS il primo gioco ufficiale di Claymore intitolato: Claymore: Gingan no Majo
Claymore viene spesso avvicinato per stile a Berserk di Kentarō Miura a causa delle atmosfere medievali e della presenza di mostri grotteschi oltre che nel modus operandi: così come in Berserk si assiste dopo pochi volumi alla storia di Gatsu e della nascita del suo desiderio di vendetta, in Claymore si può assistere ad un flashback di Claire che mette in luce il suo passato ed il suo desiderio di vendetta verso Priscilla.